# Abilly
Abilly ist eine französische Gemeinde mit 1.125 Einwohnern (Stand: 1. Januar 2022) im Département Indre-et-Loire in der Region Centre-Val de Loire; sie gehört zum Arrondissement Loches und zum Kanton Descartes. Die Einwohner werden Abillois genannt.

## Geographie
Abilly liegt etwa 50 Kilometer südlich von Tours am Claise, der hier in den Creuse mündet. Umgeben wird Abilly von den Nachbargemeinden Descartes im Norden, Neuilly-le-Brignon im Osten und Nordosten, Le Grand-Pressigny im Osten und Südosten, Barrou und La Guerche im Süden, Leugny im Südwesten, Saint-Rémy-sur-Creuse im Westen sowie Buxeuil im Nordwesten.

## Bevölkerungsentwicklung
| Jahr                       | 1962 | 1968 | 1975 | 1982 | 1990 | 1999 | 2006 | 2018 |
| Einwohner                  | 1205 | 1224 | 1174 | 1166 | 1145 | 1109 | 1090 | 1152 |
| Quellen: Cassini und INSEE |      |      |      |      |      |      |      |      |

## Sehenswürdigkeiten
- Dolmen La Pierre à Vinaigre
- Kirche Saint-Martin aus dem 12. Jahrhundert, heutiges Gebäude aus dem 16. Jahrhundert, Monument historique
- Reste der Priorei Rives
- Ruinen der Kapelle
- Archäologisches Museum (ArchéoLab) mit mehreren jungsteinzeitlichen Siedlungen
- Herrenhaus La Chatière aus dem 15. Jahrhundert, Monument historique
- Schloss Bessé aus dem 15. Jahrhundert
- Mühle von Rives
- Schloss Le Bois-d'Aix aus dem Jahre 1912

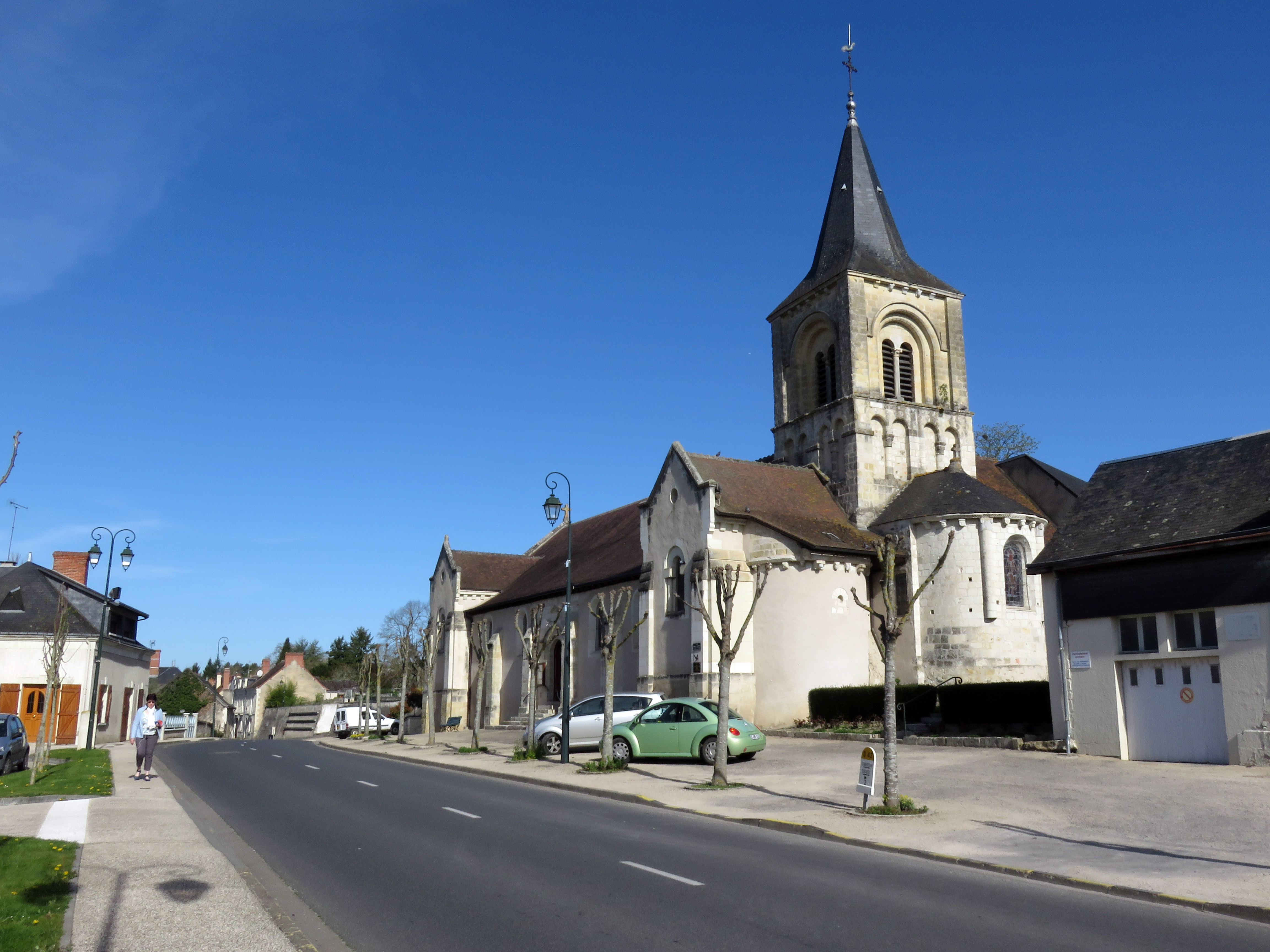
Kirche Saint-Martin
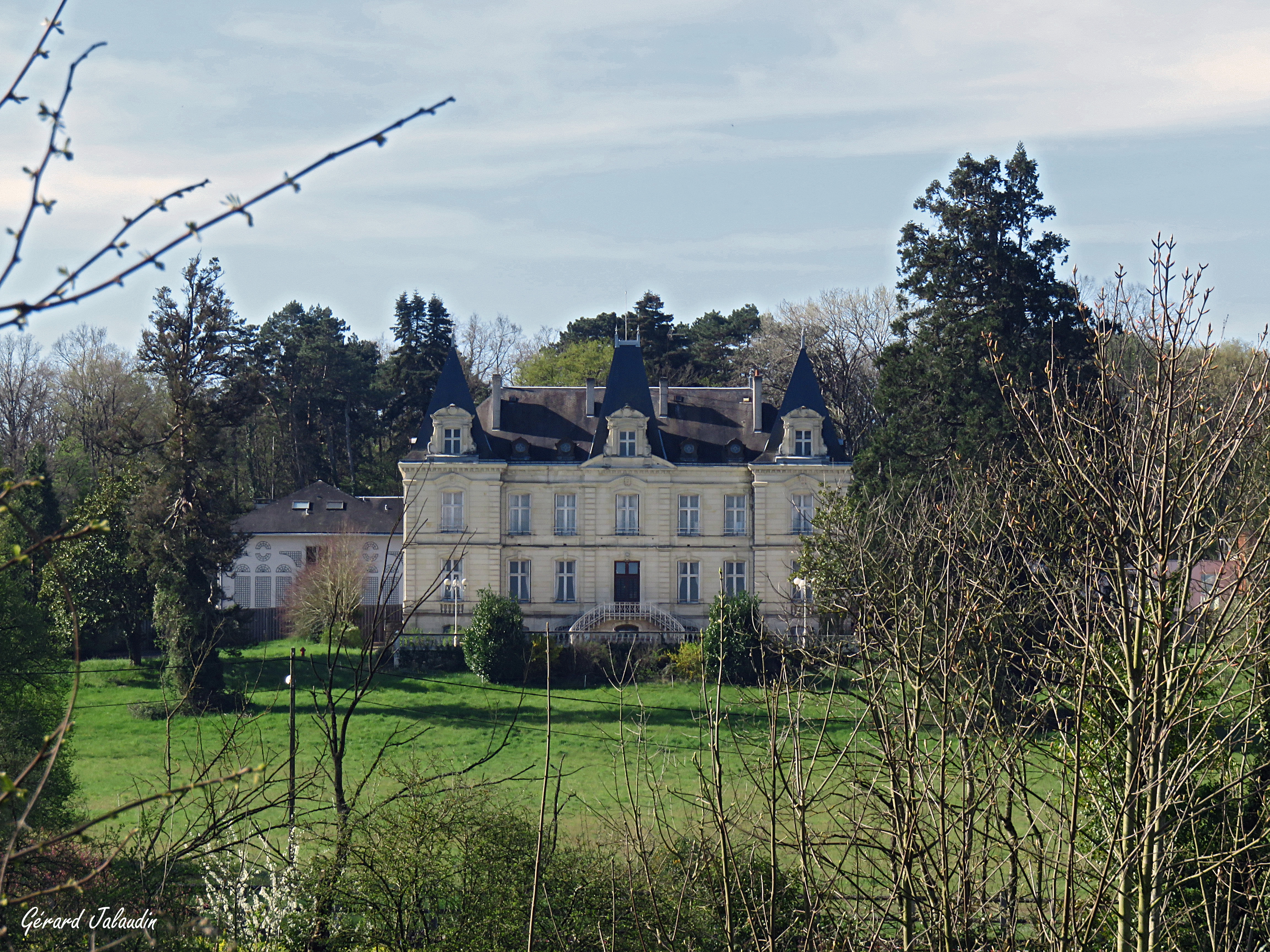
Schloss
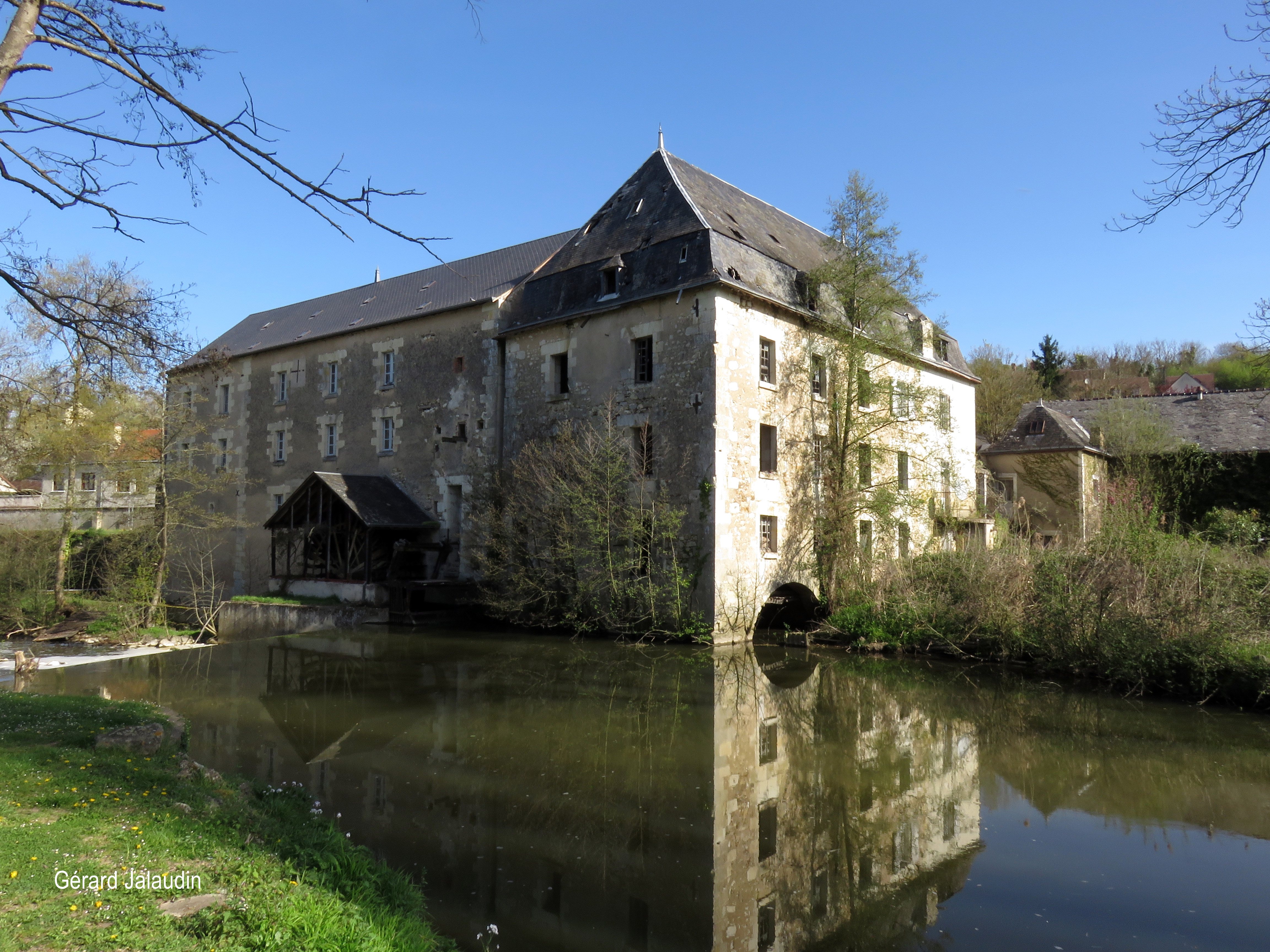
Mühle von Rives